# 大分交通豊州線
豊州線（ほうしゅうせん）は、かつて大分県宇佐郡高家村の日本国有鉄道（国鉄）日豊本線豊前善光寺駅から同郡四日市町の豊前四日市駅を経て同郡東院内村の豊前二日市駅までの間（走行区間はすべて現・宇佐市）を結んでいた、大分交通の鉄道路線である。当初から経営は苦しく、少ない客貨の輸送量の上に自動車の攻勢と久大本線の開通で収入は減少、さらに自然災害にも苦しめられた。元々、玖珠郡玖珠町まで路線を延ばす予定であったが、経済的理由から放棄された。累積赤字を抱えバス代行にした矢先のルース台風の被害により廃止を迎えた。

## 路線データ
1932年（昭和7年）12月当時
- 路線距離：15.5km
- 駅数：9
- 軌間：762mm（特殊狭軌線）
- 複線区間：なし（全線単線）
- 電化区間：なし（全線非電化）

## 運行概要
1932年12月改正当時
- 列車本数：豊前善光寺 - 豊前二日市間11往復（他、朝に豊前善光寺 - 豊前四日市間1往復）
- 所要時間：全線55 - 69分

1950年（昭和25年）5月改正当時
- 列車本数：豊前善光寺 - 円座間6往復
- 所要時間：全線76 - 78分

## 歴史
豊州線は国鉄四日市駅（豊前善光寺駅）を起点とし高家、八幡、四日市町、豊川、両川を経て安心院村までの軽便鉄道を敷設し将来は日出生台陸軍演習場に延長することを地元有志が立案したことがはじまりであった。1911年（明治44年）7月に鉄道免許状が下付されたので会社設立に向け株式募集をすすめた。1912年（明治45年）5月28日創立総会を開催し、名称を日出生鉄道、資本金を30万円として初代社長には水之江文二郎が就任することになった。1913年（大正2年）2月15日に着工となり、1914年（大正3年）3月に注文していた機関車2両、客車2両、貨車8両が到着すると工事列車に使用した。3月31日に新豊川まで完成したので鉄道院の竣工監査を合格すると5月に四日市- 新豊川間が開業となった。その後延伸開業を繰り返し1922年（大正11年）2月に豊前二日市まで開通したが安心院村までの敷設免許は失効した。しかし経営は苦しく社長交替や減資を繰り返した。1926年（大正15年）に乗合自動車に対抗するべくガソリンカーを導入し増発するもの経営は好転せず、さらに1929年（昭和4年）12月久大線豊後森駅開業により日出生台行きの貨物は皆無となった。
そんな状況のなか社長に就任したのは当時相模鉄道の社長であった南俊二であった。南は1929年（昭和4年）4月に社長に就任すると豊州鉄道と社名を変更し、軌間を国鉄と同じ1067mmにするため資本金を50万円にして再建に乗り出すことになった。じつは南俊二の狙いは「ハイリスクを承知で不振企業に照準を合わせ、最安値で株式を取得し経営権を握り、強引に整理を推進し株価急回復後に売り抜けて短期間に極大の利鞘を狙う」ことであった。ところが不況で思うようにはいかず南の投資は失敗に終わり、1931年（昭和6年）1月に社長を退任。豊州鉄道は同年上期に債務不履行のため債権者である日本勧業銀行より競売に付せられることになった。ところがわずか11万円と評定されたため整理を図り、勧銀の債務額を除き借入金及び未払金を桐田益夫ら旧重役3人で弁済することになった。前任の日出生鉄道社長の桐田が復帰したがまもなく過労と心労から死亡し、後任社長は京王電気軌道取締役で四日市町出身の渡辺孝が就くことになった。

### 年表
- 1911年（明治44年）7月18日 鉄道免許状下付（高家-安心院間）[7]。
- 1912年（明治45年）5月28日 日出生鉄道株式会社設立[8][9]。
- 1914年（大正3年）5月23日 日出生鉄道（ひじゅうてつどう）により、四日市（後の豊前善光寺） - 新豊川間開業[10]。
- 1915年（大正4年）
  - 2月2日 城井駅を城駅に改称届出[11]。
  - 12月6日 新豊川 - 三又川間開業[12]。
- 1918年（大正7年）6月10日 鉄道免許取消（宇佐郡東院内村 - 同郡安心院村間）[13]。
- 1919年（大正8年）4月26日 三又川 - 円座間開業[14]。
- 1921年（大正10年）6月16日 鉄道免許状下付（宇佐郡東院内村 - 同郡安心院村間）[15]。
- 1922年（大正11年）2月4日 円座 - 豊前二日市間開業[16]。
- 1923年（大正12年）7月19日 鉄道免許失効官報掲載（指定の期限内に宇佐郡東院内村 - 同郡安心院村間の工事施工認可申請を為さざるため）[17]。
- 1924年（大正13年）2月1日 四日市駅を豊前善光寺駅に改称[18]。
- 1925年（大正14年）1月1日 四日市町駅を豊前四日市駅に改称[19]。
- 1929年（昭和4年）
  - 4月22日 相模鉄道社長南俊二が社長に就任[20]。
  - 4月24日 豊州鉄道と改称[21]。
- 1929年（昭和4年）5月13日 競売期日決定[22][注釈 6]。
- 1931年（昭和6年）12月9日 四日市町出身の京王電気軌道取締役[24]の渡辺孝が社長に就任。1941年に死去するまで現職[25]。
- 1945年（昭和20年）4月20日 大分交通へ合同。大分交通豊州線となる。
- 1951年（昭和26年）
  - 1月10日 混合列車1往復としバス代行とする。
  - 8月11日 トラック便により貨物代行となる。
  - 10月14日 ルース台風により拝田 - 三又川間の第2駅館川橋梁の橋脚が倒壊し全線休止。
- 1953年（昭和28年）9月30日 全線廃止。

## 駅一覧
豊前善光寺駅 - 城駅 - 豊前四日市駅 - 新豊川駅 - 拝田駅 - 鷹栖観音駅 - 三又川駅 - 香下神社前駅 - 香下駅 - 円座駅 - 豊前二日市駅

## 接続路線
- 豊前善光寺駅：国鉄日豊本線

## 輸送・収支実績
| 年度 | 乗客（人） | 貨物量（トン） | 営業収入（円） | 営業費（円） | 益金（円） | その他益金（円） | その他損金（円）        | 支払利子（円） | 政府補助金（円） |
| ---- | ---------- | -------------- | -------------- | ------------ | ---------- | ---------------- | ----------------------- | -------------- | ---------------- |
| 1914 | 63,597     | 1,179          | 5,550          | 6,355        | ▲ 805      |                  |                         |                |                  |
| 1915 | 106,625    | 1,698          | 14,605         | 8,222        | 6,383      |                  | 検査の結果7,919         | 1,559          |                  |
| 1916 | 128,765    | 4,847          | 15,955         | 13,269       | 2,686      |                  |                         | 31,823         | 18,292           |
| 1917 | 156,647    | 8,777          | 24,616         | 21,924       | 2,692      |                  |                         | 28,673         | 14,073           |
| 1918 | 141,194    | 8,528          | 39,407         | 17,983       | 21,424     | 不明借受金206    |                         | 16,766         | 9,218            |
| 1919 | 206,204    | 10,680         | 49,386         | 40,222       | 9,164      |                  | 雑損金705               | 21,978         | 16,499           |
| 1920 | 236,850    | 10,757         | 70,102         | 67,382       | 2,720      |                  | 雑損金337               | 22,455         | 16,629           |
| 1921 | 247,708    | 12,694         | 78,422         | 55,153       | 23,269     |                  |                         |                | 9,439            |
| 1922 | 254,617    | 15,221         | 86,281         | 58,818       | 27,463     |                  |                         |                | 15,059           |
| 1923 | 250,892    | 15,067         | 83,863         | 52,195       | 31,668     |                  | 雑損3,607               | 61,540         | 24,472           |
| 1924 | 237,351    | 14,414         | 80,099         | 48,468       | 31,631     |                  | 雑損45                  | 63,829         | 8,161            |
| 1925 | 197,388    | 11,625         | 65,115         | 53,610       | 11,505     |                  | 雑損2,200               | 27,503         | 22,836           |
| 1926 | 149,110    | 13,214         | 56,001         | 51,961       | 4,040      |                  | 雑損2,650               | 32,746         | 7,414            |
| 1927 | 166,422    | 12,149         | 50,226         | 44,609       | 5,617      |                  | 雑損1,373               | 19,251         |                  |
| 1928 | 163,322    | 11,382         | 47,803         | 41,230       | 6,573      |                  | 雑損10,519              | 19,564         | 13,587           |
| 1929 | 158,374    | 10,965         | 54,887         | 38,577       | 16,310     |                  | 雑損35,418              | 4,092          | 6,659            |
| 1930 | 123,433    | 8,262          | 34,631         | 33,857       | 774        |                  |                         | 1,093          |                  |
| 1931 | 124,003    | 7,536          | 31,109         | 27,501       | 3,608      |                  | 雑損500                 | 1,132          |                  |
| 1932 | 114,011    | 6,132          | 27,220         | 24,034       | 3,186      | 自動車305        |                         | 1,014          |                  |
| 1933 | 113,089    | 6,312          | 27,047         | 25,286       | 1,761      | 自動車465        |                         | 163            |                  |
| 1934 | 161,780    | 8,811          | 36,083         | 30,282       | 5,801      |                  | 自動車3,393             | 23             |                  |
| 1935 | 208,973    | 13,131         | 50,297         | 36,491       | 13,806     |                  | 自動車2,614             | 8,845          |                  |
| 1936 | 171,247    | 12,719         | 41,910         | 26,943       | 14,967     |                  | 自動車3,882             | 9,133          |                  |
| 1937 | 222,768    | 13,934         | 56,006         | 36,335       | 19,671     |                  | 自動車8,478             | 9,053          |                  |
| 1939 | 285,896    | 14,201         | 71,361         | 45,840       | 25,521     |                  | 自動車1,154償却金12,100 | 9,622          |                  |
|      |            |                |                |              |            |                  |                         |                |                  |
| 1945 | 388,064    | 4,737          |                |              |            |                  |                         |                |                  |
| 1950 | 387,162    | 4,836          |                |              |            |                  |                         |                |                  |

- 鉄道院年報、鉄道院鉄道統計資料、鉄道省鉄道統計資料、鉄道統計資料、鉄道統計、国有鉄道陸運統計、地方鉄道軌道統計年報各年度版

## 車両
- 機関車
  - A1・A2 1913年ドイツハノマーグ製。1931年A2廃車
  - A3 1922年枝光鉄工所製1931年廃車
  - A10 1938年に耶馬渓鉄道2を購入。1913年ドイツコッペル製。当初はA15と付番されていた。
  - C159 1947年に釜石製鉄所より購入。1935年本江機械製作所（立山重工業）製
  - C11・12 1949年に栃尾鉄道より購入。1942-1943年本江機械製作所（立山重工業）製
  - ケ95 1949年国鉄から払下げられた1921年大日本軌道鉄工部製の元佐世保鉄道4。詳細は佐世保鉄道1号形蒸気機関車を参照。
  - G101 1931年にガソリン機関車を導入したが能力不足の上故障がちで1939年廃車
- 客車
  - ホハ1・2 1914年博多工作所製定員40人
  - ケホロハ1、ケホハ3 1914年梅鉢鉄工所製。履歴はケホロハ1→ケホハ3（2代目）、ケホハ3→ケホロハ2→ケホハ4
  - ケホハニ1 1917年梅鉢鉄工所製定員26人。1935年廃車
  - ケコハ490-493、497-499、ケコハニ880-883 これらは松浦線で使用されていた客車を国鉄から払下げられた。ケコハ490-493、497-499は元佐世保鉄道ハ10、ホハ12-14、ホハ18・19、フハ20。ケコハニ880・883は元宇和島鉄道の客車
- ガソリンカー
  - ジ1-3 1926年丸山車両製の単端式気動車1931年ジ1廃車。ジ2・3は客車化され1949年廃車
  - ジ11・12 1931年雨宮製作所製
  - ジ13 1935年宮谷鉄工所製。

## 代替交通
- 大交北部バス（善光寺駅 - 乙女・糸口 - 四日市）
- 大交北部バス（四日市 - 円座 - 二日市 - 安心院）